# Triomphe

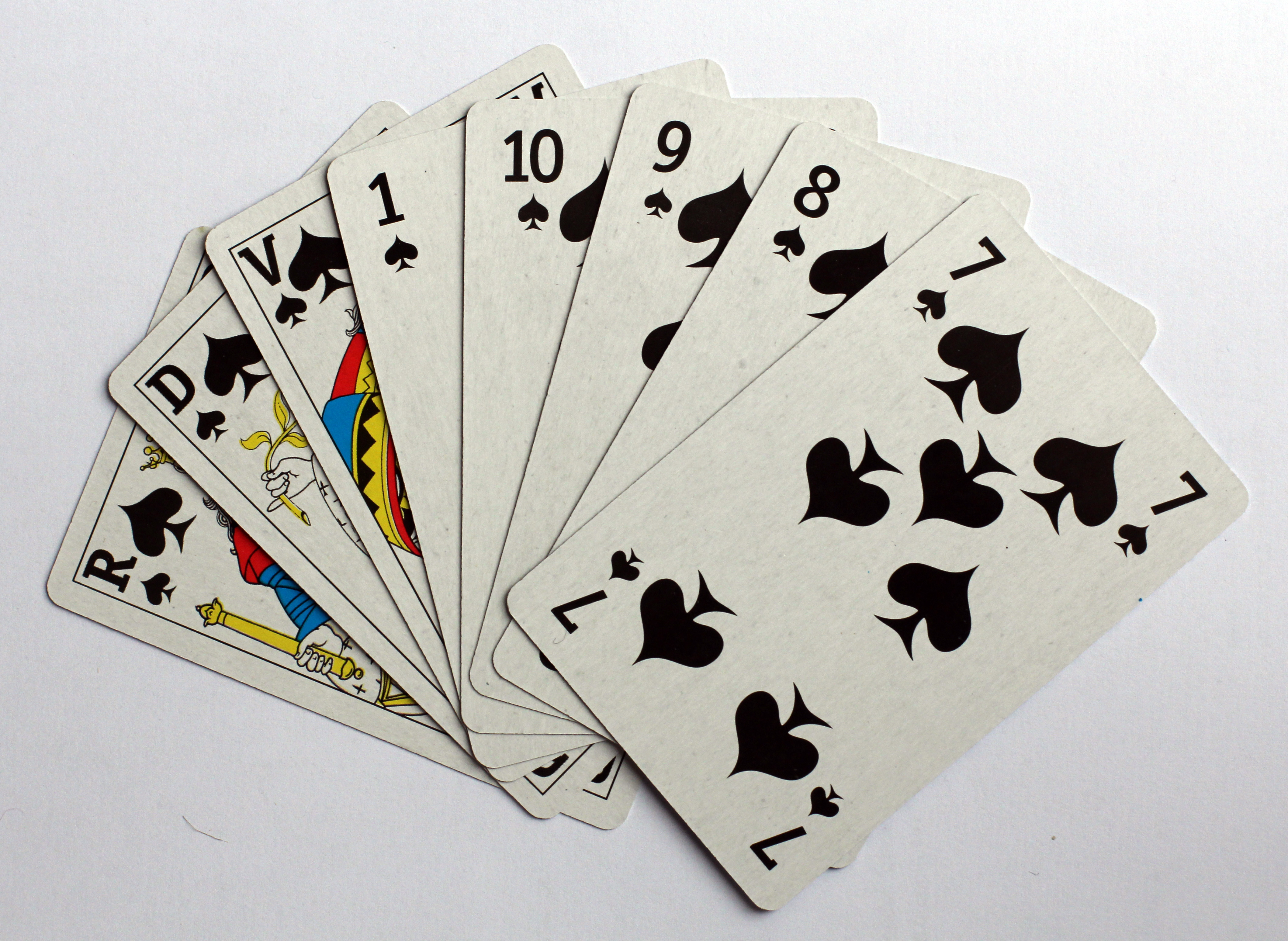
Die Pik-Farbe aus einem französischen Blatt, Rangfolge wie in Triomphe

Triomphe (französisch für „Triumph“), früher auch in England als French Ruff (Französischer Ruff) bekannt, ist ein Kartenspiel aus dem späten 15. Jahrhundert. Es entstand höchstwahrscheinlich in Frankreich oder Spanien (als Triunfo) und verbreitete sich später im restlichen Europa. Als das Spiel in Italien ankam, hatte es einen ähnlichen Namen wie das bereits existierende Spiel und Deck, bekannt als Trionfi; wahrscheinlich führte dies dazu, dass letzteres in Tarocchi (Tarot) umbenannt wurde. Während Trionfi eine fünfte Farbe hat, die als permanenter Trumpf fungiert, wählt Triomphe zufällig eine der vier vorhandenen Farben als Trumpf aus. Ein weiteres gemeinsames Merkmal dieses Spiels ist das Ausrauben des Talons. Triomphe erfreute sich so großer Beliebtheit, dass das frühere Spiel Trionfi im 16. Jahrhundert nach und nach in Tarocchi, Tarot oder Tarock umbenannt wurde. Dieses Spiel ist der Ursprung des englischen Wortes „Trump“ und der Vorläufer vieler Stichspiele wie Euchre (über Écarté) und Whist (über Ruff and Honours). Die früheste bekannte Beschreibung von Triomphe bezog sich auf ein Punktstichspiel, möglicherweise eines der frühesten seiner Art; später wurde der Name auch auf ein einfaches Stichspiel angewendet.

## Spanische Regeln
Die früheste erhaltene Beschreibung stammt von Juan Luis Vives in seiner Exercitatio linguae latinae um 1538 in Basel. Da er Spanien 1509 verließ und nie wieder zurückkehrte, stammen die Regeln möglicherweise aus seiner Jugend. Allerdings war das Spiel zu diesem Zeitpunkt bereits weit verbreitet. Im Jahr 1541 erweiterte Juan Maldonado (gest. 1554) Vives’ Regeln und überarbeitete sie 1549. Sowohl Vives als auch Maldonado beschrieben die Regeln in Form von Dialogen zwischen den Spielern. Es ist ein Vorläufer von L'Hombre.
Das Spiel wird von vier Spielern einzeln oder als Partner gespielt. Maldonado verwendet ein spanisches Blatt mit 48 Karten; Vives hingegen ein französisches Kartenspiel, bei dem die Zehner abgelegt werden. In der Farbe Kreuz und Schwerter ist die Rangfolge (von der höchsten zur niedrigsten) König, Reiter, Bube, 9 ... Ass, während sie in der Farbe Kelch und Münze König, Reiter, Bube, Ass ... 9 ist. In der Trumpffarbe wird das Ass vor den König gesetzt. Die Partner werden durch Ziehen von Karten vom Stapel gewählt, wobei die beiden höchsten und die beiden niedrigsten Karten zusammengehen. Sie sitzen einander gegenüber. Jeder Spieler erhält neun Karten, wobei die oberste der verbleibenden 12 Karten umgedreht wird, um die Trumpffarbe aufzudecken. Wenn die aufgedeckte Karte ein Ass oder eine Bildkarte ist, hat der Geber das Recht, sie gegen eine Karte aus seinem Blatt einzutauschen und erhält dafür drei Punkte. Die Spieler müssen Farbe bedienen. Wenn sie diese Farbe nicht haben, können sie Trumpf oder eine Karte einer anderen Farbe spielen. Spieler mit einem schwachen Blatt können jederzeit aufgeben und ein erneutes Geben erzwingen, aber dies gilt als Verlust des jeweiligen Blattes. Dieses Spiel wurde zum Glücksspiel verwendet, bei dem die Spieler vor jedem Stich den Einsatz erhöhten. Jede Karte ist 1 Punkt wert und die Punkte werden nach jedem Stich gezählt. Wenn eine Seite versäumt, Punkte hinzuzufügen, werden sie nicht gezählt. Die Partei, die ein Spiel gewinnt, bekommt ihre Punkte für dieses Spiel verdoppelt. Die Partei, die zuerst 32 Punkte erreicht, gewinnt.